# Strogylocephala fascipennis
Strogylocephala fascipennis är en insektsart som beskrevs av Crawford 1917. Strogylocephala fascipennis ingår i släktet Strogylocephala och familjen Calophyidae.
Artens utbredningsområde är Filippinerna. Inga underarter finns listade i Catalogue of Life.